# Joseph-Florent de Vallière
Pour les articles homonymes, voir de Vallière.
Joseph Florent de Vallière marquis de Vallière, propriétaire du Château d'Alincourt, est né le 22 juin 1717 à Paris et mort le 10 janvier 1776  dans la même ville. Officier général d'artillerie, il défendit les thèses de son père sur la primauté des pièces lourdes en campagne.

## Biographie
Il est le fils de Jean-Florent de Vallière, directeur général de l'artillerie et de Marguerite Martin. Il embrasse la carrière paternelle en étant nommé lieutenant provincial en 1736. C'est la Guerre de succession d'Autriche qui lui donne l'occasion de participer aux combats. Il participe, avec le grade de commissaire provincial, au Siège de Prague (1742). Promu lieutenant du Grand Maître, il commande une batterie à la Bataille de Dettingen (1743). Il est ensuite le commandant en second, après son père, de l'artillerie du théâtre d'opérations des Pays-Bas. En 1747, il est promu maréchal de camp et reçoit la continuité des fonctions de son père à la tête de l'artillerie. C'est en cette qualité qu'il commande l'artillerie lors du Siège de Berg-op-Zoom. L'année suivante, il est dans la promotion des lieutenants généraux de la fin de la guerre. Il continue ses fonctions de directeur général de l'artillerie, à laquelle il joint le génie militaire entre 1755 et 1758, jusqu'à 1762, date à laquelle il est envoyé en Espagne pour réorganiser l'artillerie. Il a entretemps servi lors de la guerre de Sept Ans, reçu la Grand-croix de l'ordre de Saint-Louis et, en succession de son père mort en 1759, la charge de gouverneur de Bergues-Saint-Vinox, mais aussi la place d'associé libre de l'Académie royale des sciences le 16 décembre 1761. De retour en France, il s'oppose au nouveau système de pièces légères défendu par l'inspecteur de l'artillerie, Jean-Baptiste Vaquette de Gribeauval. Vallière triomphe momentanément de son adversaire, dont le « système » est remplacé en 1772 par celui de Vallière, mais il doit s'incliner en 1774 lorsque le système Gribeauval remplace définitivement le système Vallière. C'est d'ailleurs Gribeauval qui prend la suite de Vallière à la tête de l'artillerie.

## Distinction
- Grand-croix de l'ordre de Saint-Louis.
- Marquis de Vallière, titre castillan reconnu en France.